# ريبليكانت (نظام تشغيل)
ريبليكانت (بالإنجليزية: Replicant)‏ هو نظام تشغيل حُرّ يعتمد على نظام أندرويد الموجَّه للمحمول وهو مدعومٌ بواسطة مؤسسة البرمجيَّات الحُرَّة (FSF).
اُشتق اسم ريبليكانت مِن روبوتات أندرويد خياليَّة في فيلم بليد رنر تحمل نفس الاسم وهو «ريبليكانت [الإنجليزية]».

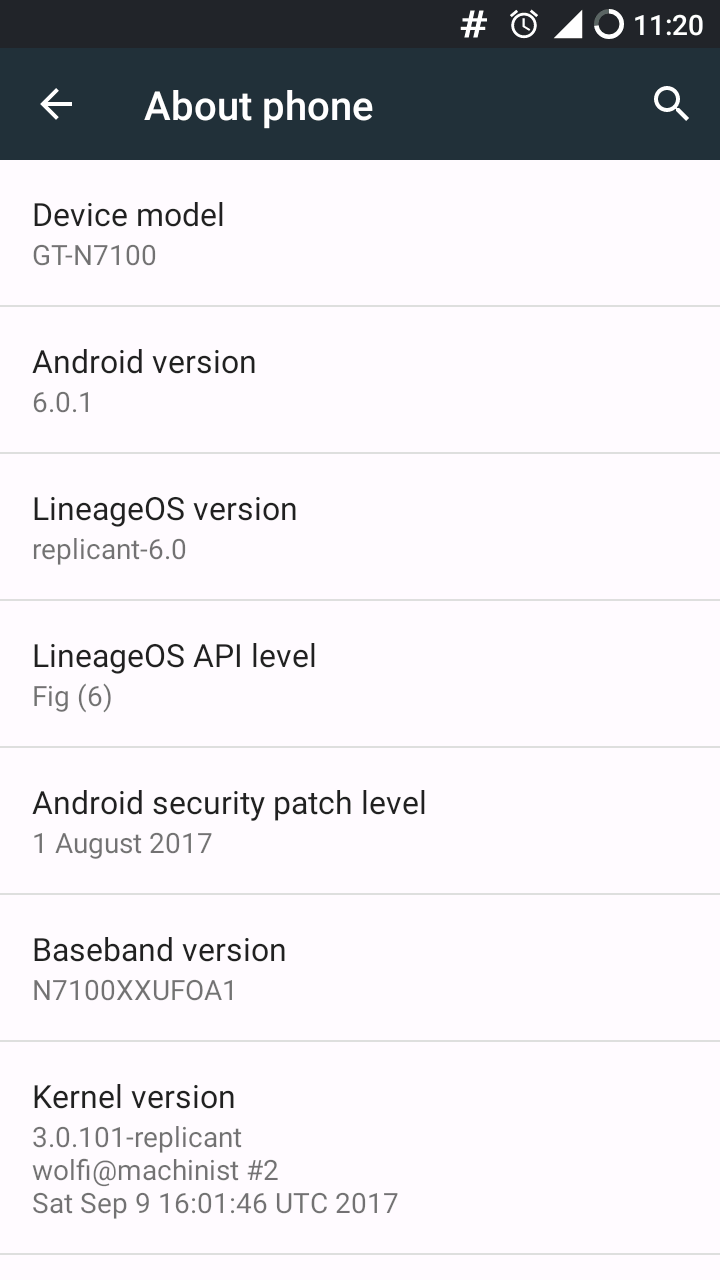
هاتف «سامسونج جالكسي نوت 2» (GT-N7100) يعرض معلومات حول الجهاز بنظام ريبليكانت 6.0

## الترخيص
إنَّ استخدام نظام ريبليكانت بدلا من أندرويد لا يمنع المُستخدم عن استخدام البرمجيَّات الاحتكاريَّة. وقد صرَّح مطورو النظام على أنَّ «ريبليكانت خالٍ من برامج جوجل المثبتة مسبقا التي تتبع المُستخدم لحماية خصوصيته».

## التَّاريخ

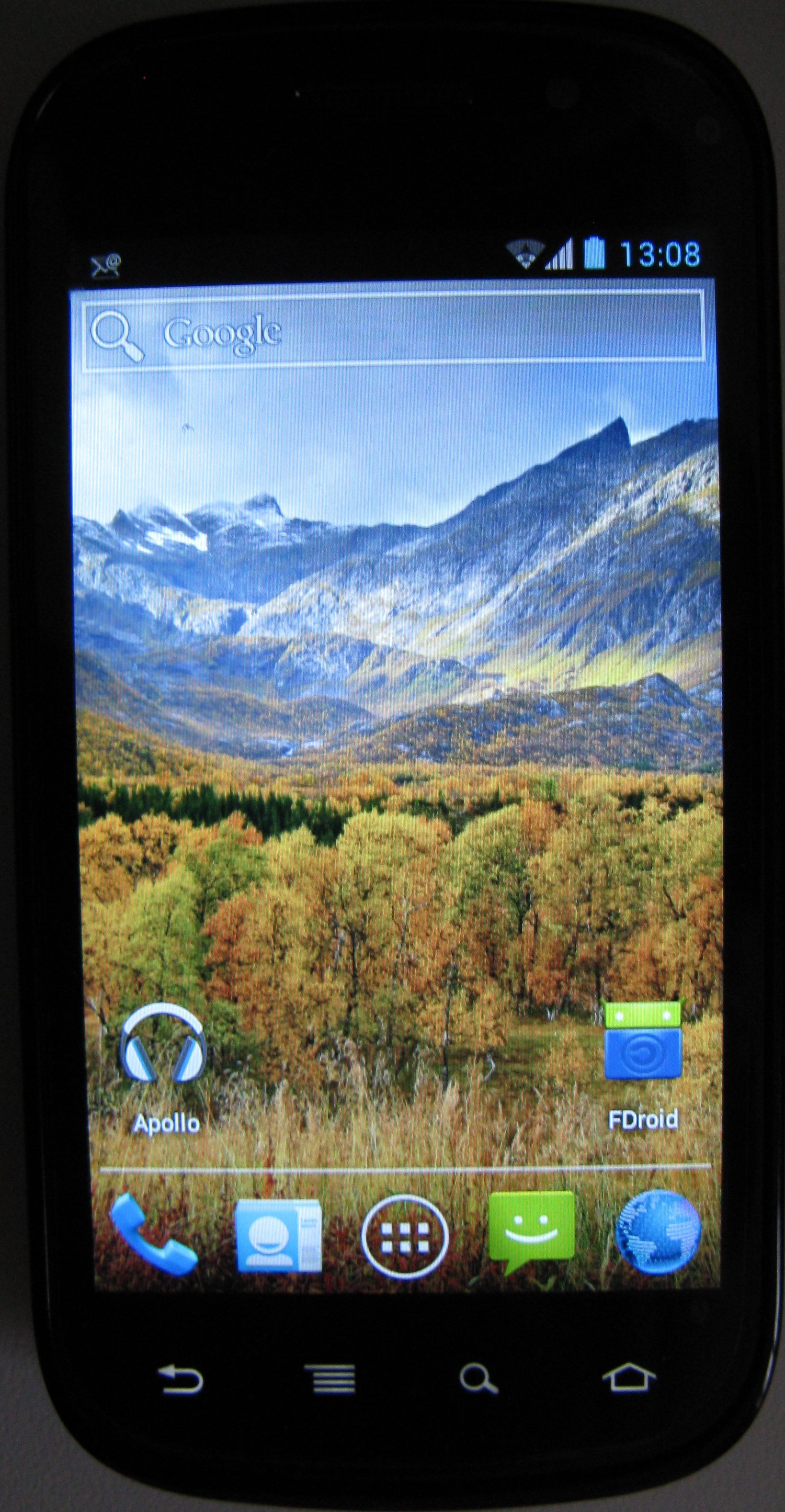
هاتف «نكسس إس» يعمل على ريبليكانت 4.0

تم إنشاء مشروع ريبليكانت لأوَّلَ مرَّةٍ في عام 2010 بواسطة برادلي إم كون وآرون ويليامسون وغرازيانو سوربايولي ودينيس كاريكلي.

## الأمن
في مارس 2014، أعلنَ مطورو ريبليكانت عن اكتشاف بابٍ خلفيِّ موجودٍ في مجموعة واسعة من منتجات سامسونج جالكسي التي تسمح بإضافة وحذف الملفات الموجودة على مساحة تخزين الهاتف، وقد أعلنوا عن قيامهم بإغلاقه. من بين الأجهزة المُتأثِّرة هي نكسس إس وهاتف جالكسي إس وجالكسي إس 2 وهاتف جالكسي نوت وسامسونج جالكسي تاب 2 ‏ وجالكسي إس 3 وجالكسي نوت 2.

## تطوير
في 3 يناير 2013، أعلن المشروع عن إصدار حزمة أدوات تطوير برامج ريبليكانت 4.0 (بالإنجليزية: Replicant 4.0 SDK)‏ بأنَّها بديل حُر لحزمة أدوات تطوير برامج أندرويد (بالإنجليزية: Android SDK)‏.

## وصلات خارجيَّة
- الموقع الرسمي